# Kelut
Der Kelut, auch Kelud oder Gunung Kelud, ist ein aktiver Vulkan im Osten der indonesischen Insel Java. Wie zahlreiche andere indonesische Vulkane ist er für heftige, explosive Ausbrüche bekannt, und gilt dabei als einer der gefährlichsten Vulkane Javas. Zur Entwässerung des Kratersees, der für Schlammströme hauptverantwortlich ist, wurde ein Tunnelsystem installiert.
Die den Kelut umgebenden Ebenen sind fruchtbar und dicht besiedelt. Im Umkreis von zehn Kilometer leben schätzungsweise 350.000 Menschen. In rund 27 Kilometer Entfernung liegt die rund 250.000 Einwohner zählende Stadt Kediri. Etwa 90 Kilometer nordöstlich befindet sich die Millionenstadt Surabaya.

## Geschichte

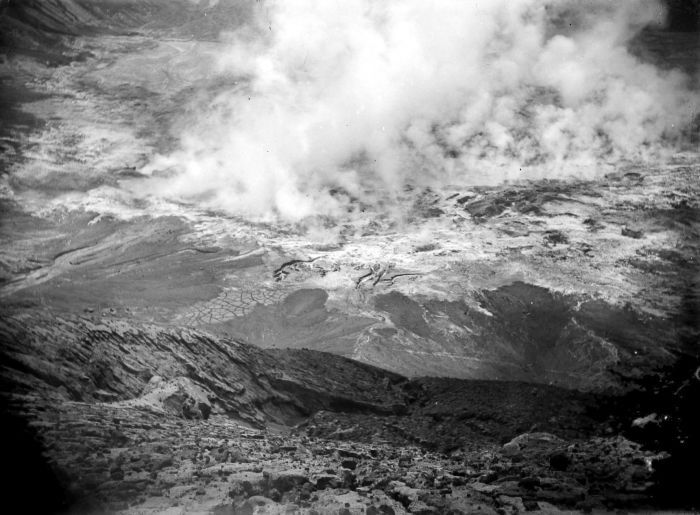
Der Krater um 1919

Seit dem Jahr 1000 n. Chr. wurden mehr als 30 Eruptionen verzeichnet. Die Dauer der inaktiven Phasen schwankt seit dem Jahr 1300 zwischen 7 und 75 Jahren. Eine Eruption im Jahr 1586 kostete rund 10.000 Menschenleben. Im 20. Jahrhundert kam es 1901, 1919, 1951, 1966 und 1990 zu Ausbrüchen. Allen gemeinsam war die relativ kurze Dauer von wenigen Stunden.
Am 19. Mai 1919 kamen bei einer Eruption des Kelut 5110 Menschen ums Leben, wie bereits 1586 hauptsächlich durch Schlammströme, sogenannte Lahare, die 1919 innerhalb einer Stunde Gebiete bis in 38 Kilometer Entfernung heimsuchten. Die Eruptionen der Jahre 1951, 1966 und 1990 töteten zusammen rund 250 Menschen. Pyroklastische Ströme des Ausbruchs von 1990 erreichten Gebiete, die sieben bis acht Kilometer vom Krater entfernt lagen, Schlammströme drangen bis zu 24 Kilometer ins Umland vor.

### Eruption 2007
Am 30. September 2007 riefen die Behörden die Warnstufe drei von vier aus. Grund hierfür waren zunehmende seismische Aktivitäten, steigende Temperaturen des Kratersees sowie die Änderung der chemischen Zusammensetzung und der Farbe des Sees. Ferner stiegen Gase auf. Die Bevölkerung wurde aufgerufen, eine fünf Kilometer breite Sicherheitszone rings um den Vulkan einzuhalten. Am 16. Oktober 2007 wurde höchste Alarmbereitschaft ausgerufen und die Räumung eines Gebiets von 10 Kilometern um den Kelut angeordnet. Am 5. November 2007 betrug die Temperatur des Kratersees über 90 °C, was zum Versagen der Messgeräte im Kratersee führte. Am 9. November 2007 wurde die Alarmstufe jedoch wieder gesenkt und Tausende Menschen konnten zu ihren Häusern zurückkehren. Im Laufe des Novembers erhob sich inmitten des Kratersees ein Lavadom über den Wasserspiegel, von dem zuweilen glühende Massen in den See stürzten. Vulkanologen sprachen von einer „slow eruption“.
Im Lauf des Jahres 2008 kamen die vulkanischen Aktivitäten so weit zum Erliegen, dass im Mai 2008 der Warnstatus auf Level „Green“ herabgesetzt werden konnte.

### Eruption 2014

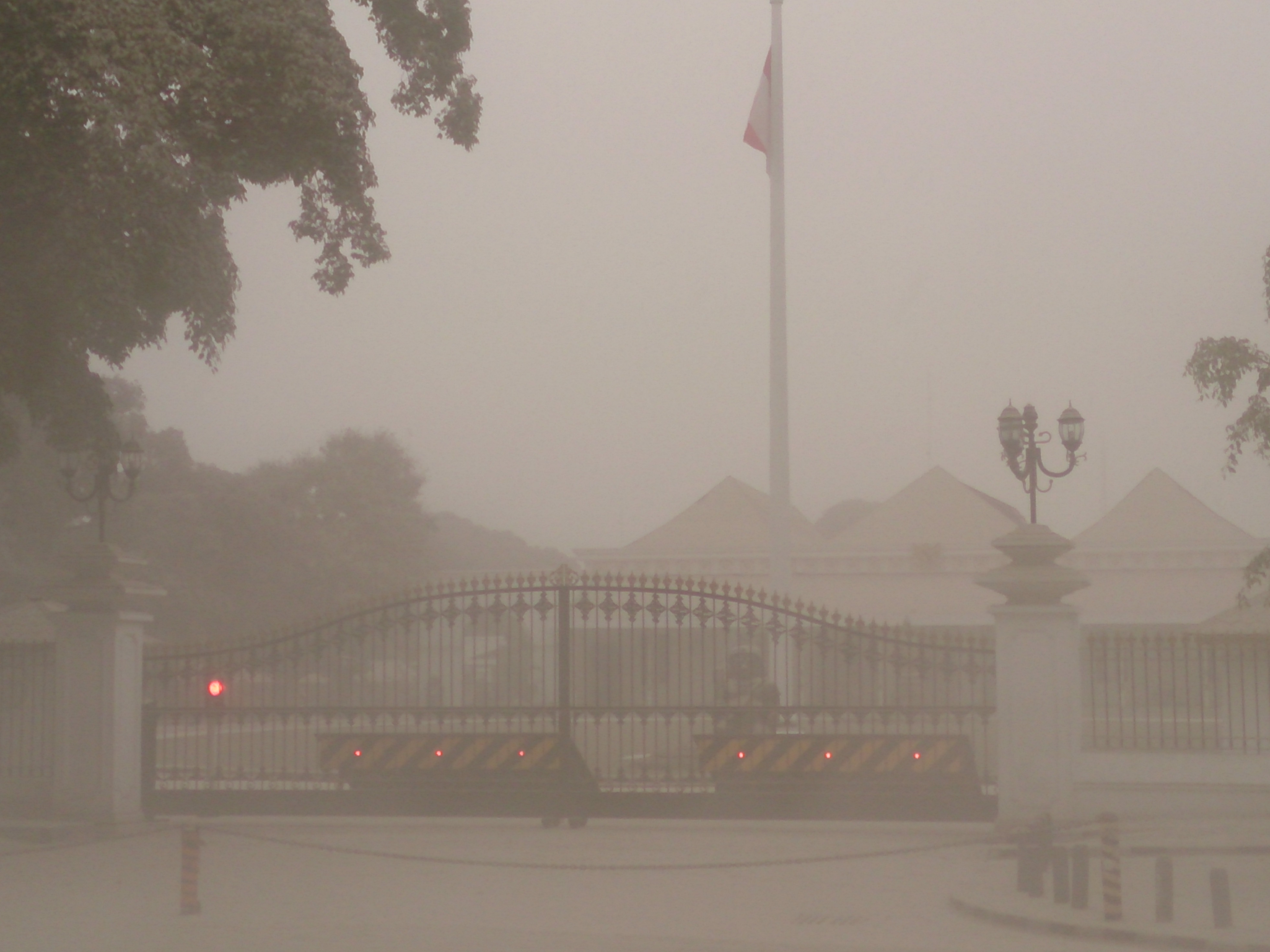
Der indonesische Präsidentenpalast in Yogyakarta am 14. Februar 2014 um 07:31 Uhr im Ascheregen

Am 13. Februar 2014 begann eine erneute Eruption am Kelut. Der folgende Ascheregen bedeckte eine Fläche von etwa 500 Quadratkilometern. Die Behörden evakuierten eine zehn Kilometer breite Sicherheitszone rings um den Vulkan. Dort leben rund 200.000 Menschen. Insgesamt haben Hunderttausende Menschen ihren Wohnort verlassen. Drei Menschen starben.
Der Vulkan schleuderte am 14. Februar 2014 Gas, Asche und Geröll Tausende Meter in die Luft. Nächtliche Eruptionen konnte man noch im 300 km entfernten Yogyakarta hören. Das Gebiet von Surabaya bis Yogyakarta war von einer dicken grauen Ascheschicht bedeckt, der Himmel grau verhangen, die Sicht betrug nur wenige Meter. Die Flughäfen von Bandung, Cilacap, Malang, Semarang, Solo, Surabaya und Yogyakarta wurden geschlossen. Man versuchte, den Borobudur-Tempel mit Planen abzudecken.
Als der Kelut am 15. Februar 2014 nicht wieder ausgebrochen war, ragte dennoch eine drei Kilometer hohe weiße Rauchwolke vom Krater in den Himmel. Die Asche hatte die Umgebung in bis zu 600 Kilometern Entfernung bedeckt. Nach Reinigung der Start- und Landebahnen wurden die Flughäfen von Cilacap, Malang, Semarang und Surabaya wieder geöffnet. Bisher starben vier Menschen an den Folgen des Vulkanausbruchs.

## Der Kratersee
Im Krater des Vulkanes befand sich bis 2007 ein durch Regenwasser gespeister See. Er war wesentlich mitverantwortlich für die verheerenden Lahare bei Ausbrüchen. Dies war Anlass für die Planung eines Entwässerungstunnels, der durch Senkung des Wasserspiegels die Gefahr der Schlammströme verringern sollte. Schwierige Arbeitsbedingungen führten erst 1926 zur Realisierung eines Systems aus sieben parallelen Tunneln mit einer Siphon-Röhre zur Entwässerung. Dieses System gilt als eines der weltweit ambitioniertesten technischen Bauwerke, die zur Reduzierung von Vulkangefahren installiert wurden. Nach Ausbrüchen muss es zumindest in Teilen wieder erneuert werden, konnte aber jeweils bewirken, dass der Seespiegel auf niedrigem Niveau bleibt.
Eine Erhöhung der Wassertemperatur des Sees galt als wichtiges Signal für bevorstehende Ausbrüche. Der Eruption von 1990 ging eine Temperaturerhöhung von 30 °C auf 39 °C voraus. Allerdings kam es auch 1996 zu einer Temperaturerhöhung von 42 °C auf 50 °C, ohne dass anschließend ein Ausbruch erfolgte.
Seit der Entstehung des Lavadoms 2007 sind vom See nur noch unbedeutende Reste übrig.
Auf den ersten Aufnahmen von Suwarno nach dem Ausbruch vom Februar 2014 ist der Lavadom nicht mehr zu sehen.